# Малий Мендромеж
Малий Мендромеж (пол. Mały Mędromierz) — село в Польщі, у гміні Тухоля Тухольського повіту Куявсько-Поморського воєводства.
Населення — 895 осіб (2011).
У 1975-1998 роках село належало до Бидгощського воєводства.

## Демографія
Демографічна структура станом на 31 березня 2011 року:
|          | Загалом | Допрацездатний вік | Працездатний вік | Постпрацездатний вік |
| -------- | ------- | ------------------ | ---------------- | -------------------- |
| Чоловіки | 448     | 96                 | 318              | 34                   |
| Жінки    | 447     | 97                 | 278              | 72                   |
| Разом    | 895     | 193                | 596              | 106                  |